# بحرية الجيش الشعبي الكوري
القوة البحرية للجيش الشعبي الكوري ( بالكورية : 조선 인민군 해군 ؛ هانجا : 朝鮮 人民 軍 海軍) هي فرع القوات البحرية للجيش الشعبي الكوري الذي يحتوي على كل فروع القوات المسلحة الكورية الشمالية.
يوجد حوالي 780 سفينة بما في ذلك 70 غواصة صغيرة و 20 غواصة من طراز روميو ، وحوالي 140 سفينة إنزال.

## أنظر أيضا
- المنطقة الكورية منزوعة السلاح
- القوات المسلحة لجمهورية كوريا
- جمهورية كوريا البحرية
- القوات الجوية للجيش الشعبي الكوري والقوات الجوية المضادة

## وصلات خارجية
- بحرية جيش الشعب الكوري
- رموز تصنيف السفن البحرية الأمريكية
- التطورات العسكرية والأمنية المتعلقة بجمهورية كوريا الشعبية الديمقراطية 2012
- "كل ما تحتاج لمعرفته حول البحرية الكورية الشمالية" المصلحة الوطنية